# Kohei Kurata
Kohei Kurata (蔵田 岬平 Kurata Kōhei?, nacido el 22 de septiembre de 1990 en Uki, Kumamoto) es un futbolista japonés que se desempeña como centrocampista.

## Trayectoria

### Clubes
| Club                | País  | Año         |
| ------------------- | ----- | ----------- |
| Matsumoto Yamaga FC | Japón | 2013 - 2014 |
| Azul Claro Numazu   | Japón | 2014 - 2017 |

## Estadística de carrera

### J. League
| Club                | Año   | J. League | J. League | Copa J. League | Copa J. League | Total | Total |
| Club                | Año   | Part.     | Goles     | Part.          | Goles          | Part. | Goles |
| ------------------- | ----- | --------- | --------- | -------------- | -------------- | ----- | ----- |
| Matsumoto Yamaga FC | 2013  | 2         | 0         | -              | -              | 2     | 0     |
| Matsumoto Yamaga FC | 2014  | 0         | 0         | -              | -              | 0     | 0     |
| Azul Claro Numazu   | 2017  | 0         | 0         | -              | -              | 0     | 0     |
| Total               | Total | 2         | 0         | 0              | 0              | 2     | 0     |